# 四段目
『四段目』（よだんめ）は、古典落語の演目。別題に『蔵丁稚』（くらでっち）。原話は1771年（明和8年）に出版された『千年草』の一遍「忠信蔵」。上方落語の『蔵丁稚』が東京に移植され、江戸落語では『四段目』として演じられる、とされているが、東京でも古くから演じられていた。
題である「四段目」は『仮名手本忠臣蔵』の四段目のことであり、落ち（サゲ）は判官切腹の段を踏まえたものである。

## あらすじ
伊勢屋の丁稚である定吉は大の芝居好きであり、その日も主人の使いの最中にもかかわらず、つい芝居の立ち見をしてしまい遅くなって帰ってくる。主人の咎めに対し、定吉は相手の主人が不在だったや父が怪我をしたなどと嘘をついて誤魔化そうとするが、主人は騙されない。しかし定吉もサボっていたことを認めず、むしろ自分は大の芝居嫌いだと言い始める。そこで主人は、わざと忠臣蔵の間違った筋書き（あるいは役者）を話すと、思わず定吉は「それは間違っている、今自分が見てきたばかりだから間違いない」とボロを出してしまう。激怒した主人は定吉を折檻するため、蔵に閉じ込める。
蔵に入れられた定吉は忠臣蔵・四段目の判官を気取って悪態をつきながら時間を過ごすが、しだいに腹が減り、「許してください」と泣き言を言う。主人もこれで十分反省しただろうと蔵の中へと飯を持っていく。
「御膳（御前）」「蔵の内（由良之助）でかァ」「ハハァ～！」「待ちかねたァ」

## 落ちについて
落ち（サゲ）はいわゆる「遅かりし由良之助」の場面であり、由良之助を待ちかねた判官が腹に刀を突き立てた直後に由良之助が到着するところのセリフ回しである。詳しくは仮名手本忠臣蔵#四段目・来世の忠義を参照のこと。
上方の『蔵丁稚』では、閉じ込められた丁稚が無聊や空腹を紛らすために四段目の一人芝居を始め、これを垣間見た女中が本当の切腹だと誤解し、あわてた主人がお櫃を持って駆け付けるという展開になる。